# تونتویی احمد
تونتویی احمد (انگلیسی: Tontowi Ahmad؛ زادهٔ ۱۸ ژوئیهٔ ۱۹۸۷) بدمینتون‌باز اهل اندونزی است.